# 大塚ちか
大塚 ちか（おおつか ちか、1972年4月2日 - ）は、東京都出身の元女優。 本名・旧芸名：大塚 ちか子（おおつか ちかこ）。 亜細亜大学卒業（1995年）。

## 所属事務所
劇団いろは → アースコーポレーション → ビー・ナイス

## 来歴

### 芸能界へ入る
兄の勧めで1980年（昭和55年）、劇団いろは入団。その1980年にテレビドラマ 『熱中時代』（日本テレビ）にて芸能界デビュー。
2003年（平成15年）、アニメ脚本家の櫻井圭記と結婚。以後、2児（男児1人、女児1人）をもうけたが、2011年2月、ブログのふとした記述（いわゆる“ポロリ”コメント）で、芸能活動本格再開の理由として櫻井と前年に離婚し、シングルマザーになったことを明らかにした。
しかし、家庭生活との両立の難しさもあって本格的なメディア復帰はできない状況が続き、2011年10月31日、ブログ内で芸能活動から引退することを発表した。

### 引退後
メディア登場は長らくなかったが、2015年7月3日には同日放送の爆報! THE フライデーに出演し、久しぶりに公の場に姿を現した。
2021年5月22日、「新・情報7DAYS ニュースキャスター」のニュースワードランキングの中で、『パパはニュースキャスター』で共演した田村正和の逝去に際し、当時のエピソードなどを語った。
2022年3月21日、横浜市の関内ホールで開催された公開セミナー第51回名作の舞台裏
『パパはニュースキャスター』にゲストとして出演。自己紹介で「現在は食育インストラクターとして講演会をしたり、自宅で料理教室を開催して食の素晴らしさを伝える活動をしています」と話している。

## 人物
- 趣味 － バレエ、極真空手（初段）、英会話（元・英会話サークル所属）
- 資格 － 普通自動車一種免許
- 好きなアーティスト － 氷室京介とCOMPLEX[4]。
- 好きな男性のタイプ － 「飽きない人」、「面白い人」

## 過去の出演

### テレビドラマ
- 熱中時代 （1980年、NTV）※デビュー作
- 同心暁蘭之介 第3話「再会」（1981年、CX）
- 月曜スター劇場 春よ来い （1982年、NTV）
- ポーラテレビ小説 「おゆう」（1983年、TBS）
- 連続テレビ小説 「おしん」 （1983年4月 - 1984年3月、NHK）
- 青春スクランブル （1984年）
- 月曜ドラマランド （CX）
  - 「どっきり天馬先生 スパルタ教育たまにはいいとも」（1983年）
  - 「おとぼけ駅員キップくん1」（1985年）
- 鬼龍院花子の生涯 （1984年、TBS）
- 金曜女のドラマスペシャル 「渡良瀬川・冬ものがたり」（1985年、CX）
- 尾瀬に生まれ尾瀬に死す （1986年5月3日、NHK）
- 父の詫び状 （1986年11月11日、NHK）
- 火曜サスペンス劇場 「あなたに似た人」 （1987年、NTV）
- 春の砂漠 （1988年、NTV）
- 夢かける少女
- パパはニュースキャスター（TBS） - 大塚愛（めぐみ） 役
  - パパはニュースキャスター・スペシャルI（1987年10月7日）
  - パパはニュースキャスター・お正月スペシャル（1989年1月2日）
  - パパはニュースキャスター・帰ってきた鏡竜太郎スペシャル （1994年9月30日）
- ママハハ・ブギ （1989年7月 - 9月、TBS）
- 綺麗になりたい （1992年10月 - 12月、NTV）
- 暴れん坊将軍IV 第39話「乙女の祈り お手つき志願!?」（1992年） - お松 役
- 対極の天 恋愛二都物語（1996年、KTV）
- なかよし
- 水戸黄門 第24部 第22話「冤罪晴らす復讐の刃-敦賀-」（1996年） - 加代 役
- フードファイトスペシャル 〜香港死闘篇〜（2001年、NTV）
- 高原へいらっしゃい（2003年、TBS）
- 誰よりもママを愛す 第11話「泣くな!パパ」（2006年、TBS）
- 金曜エンタテイメント （CX）
  - 「地獄の花嫁3 殺意のジューンブライド」（2003年）
  - 「こちら新宿駆けこみ寺〜泣き笑い玄さん奮闘記〜」（2006年）
- 土曜ワイド劇場 「私を信じて！嵐の夜少女は本当に連続殺人を犯したのか？」（1997年、ANB）
- 女と愛とミステリー 「山村美紗スペシャル『不倫調査員・片山由美』シリーズ」（2001年1月 - 、TX・BSジャパン） - 坂巻探偵事務所の調査員・栄子 役
- 世にも奇妙な物語 15周年の特別編 『リモコン』 （2006年3月28日、CX）
- 美しい罠 （2006年7月 - 9月、CX）
- カケオチノススメ
- 7人の女弁護士 第1シリーズ 第5話「女弁護士が愛した殺人犯!」（2006年、EX）
- 誰よりもママを愛す 第11話「泣くな! パパ」（2006年、TBS）
- 金曜プレステージ （CX）
  - 「介助犬ムサシ　学校へ行こう！」（2007年4月20日）
  - 「パパの涙で子は育つ」（2007年6月15日）
- 地獄少女 第11話・第12話「現し世の闇」前編。後編 （2006年 - 2007年、NTV） - 柴田あゆみ 役
- ケータイ捜査官7 第28話「ケータイが生まれた日」（2008年、TX） - 女の子の母 役

### 映画
- エル・オー・ヴィ・愛・N・G（1983年12月24日公開）
- 東京交差点 第1話「漂流（さすらい）」 （1991年4月27日公開）
- カオス （2000年10月21日公開）
- 下妻物語 （2004年5月29日公開）

### ラジオドラマ
- ぼくらの七日間戦争
- サハラの涙

### テレビアニメ
- Only You ビバ!キャバクラ（1998年） 恵美役

### WEB
- 東京スタイル （CYBERJAPAN） ファッションモデルとして掲載

### バラエティ
- 爆報! THE フライデー（2015年7月3日、TBS） - 一般人として出演

### ニュース
- 新・情報7DAYS ニュースキャスター（2021年5月22日、TBS） - 一般人として出演[5]。

## ビデオ・DVD
- ヴォイスアクターSUPER Vol.1〜3
- 新宿王〜ホストキング〜
- 東京交差点 第1話「漂流（さすらい）」
- パパはニュースキャスター お正月スペシャル 〜香港・東京・ホノルル、パパをたずねて三千里!!〜
- パパはニュースキャスター SPECIAL 〜摩天楼はバラ色に!?父娘4人ニューヨーク劇的再会編〜
- パパはニュースキャスター 帰ってきた鏡竜太郎スペシャル 〜あれから7年、愛たちがハタチになった!失恋、不倫、男性恐怖症、花嫁の父となるか竜太郎〜
- 『パパはニュースキャスター』 1 - 6
- 『パパはニュースキャスター』 DVD-BOX

## セミナー
- 公開セミナー　第51回名作の舞台裏『パパはニュースキャスター』ゲスト（2022年3月21日、関内ホール）[2][3][6]

## 書籍

### 雑誌
- すッぴん （1989年9月号、英知出版）